# Malmö gasverk

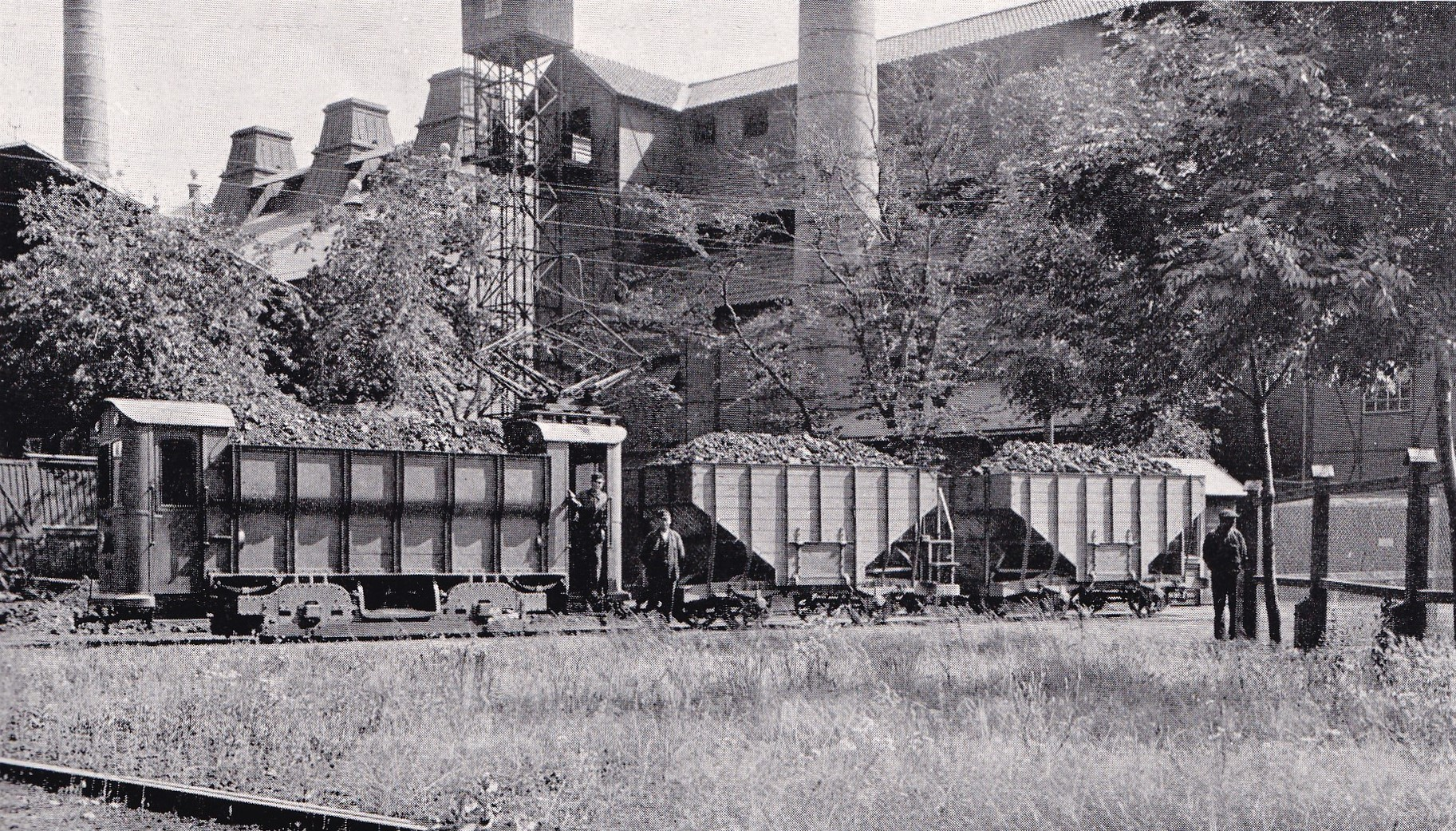
"Koltåget" framför Malmö gasverk i Mellersta förstaden. Från 1919 användes ett specialbyggt spårvagnssätt för att transportera kol från Malmö hamn till gasverket.

Malmö gasverk startade 1854 i en anläggning vid Stora Nygatan och Norregatan i Malmö. Gasen användes till en början mest för gatubelysning men snart tillkom andra användningar. Verket ersattes 1898 av ett större verk i Mellersta Förstaden. Detta var i bruk ända till 1969 då en mindre spaltgasanläggning uppfördes på samma plats.

## Bakgrund
I början av 1800-talet utvecklades tekniken att använda kol för att framställa belysningsgas. Den fick sitt genomslag först i England och senare i övriga Europa. Det första svenska stadsgasverket byggdes i Göteborg 1846, och därefter följde Norrköpings gasverk 1851, Stockholms gasverk 1853 och Malmö gasverk 1854.
Stadsgasen i Malmö producerades genom torrdestillation av stenkol som importerats från England; det engelska kolet ansågs vara bäst. Rågasen renades i olika steg från oönskade ämnen såsom tjära, ammoniak och svavel. Den renade gasen gick sedan via en gasklocka ut i stadens ledningsnät. Den viktigaste restprodukten var koks, alltså det som återstod av kolet. En mindre del av detta användes som bränsle till gasverksugnarna, resten såldes till hushåll och industrier. Ännu på 1950-talet var koks det vanligaste bränslet för uppvärmning av bostäder. Stenkolstjära kunde användas som bränsle i ångpannor och stora dieselmotorer, för tillverkning av kreosot och som vägbeläggning. Ammoniak har haft många användningsområden, bland annat för tillverkning av handelsgödsel.
Malmö gasverks huvuduppgift var från början att producera gas för gatubelysning. Snart kom gasen att också användas för inomhusbelysning. Gasförbrukningen inomhus blev mot slutet av 1800-talet dominerande när många gick över från talgljus, stearinljus och fotogenlampor till gasljus. Gasen kom också att användas för uppvärmning och för drift av motorer. Kring sekelskiftet 1900 fick gasbelysningen utomhus konkurrens från elektriska bågljuslampor, som runt 1920 ersattes av glödlampor. Gasbelysning inomhus minskade, däremot inte gasljus utomhus. Sådan fanns länge kvar, t.ex. på Kungsgatan, i Fridhem och i Sofielund (ända in på 1990-talet). Hushållen kom i stället att använda allt mer gas för uppvärmning, varmvattenberedning och matlagning. Malmö gasverk fortsatte därför att vara en betydelsefull energileverantör in på 1970-talet.

## 1854–1898

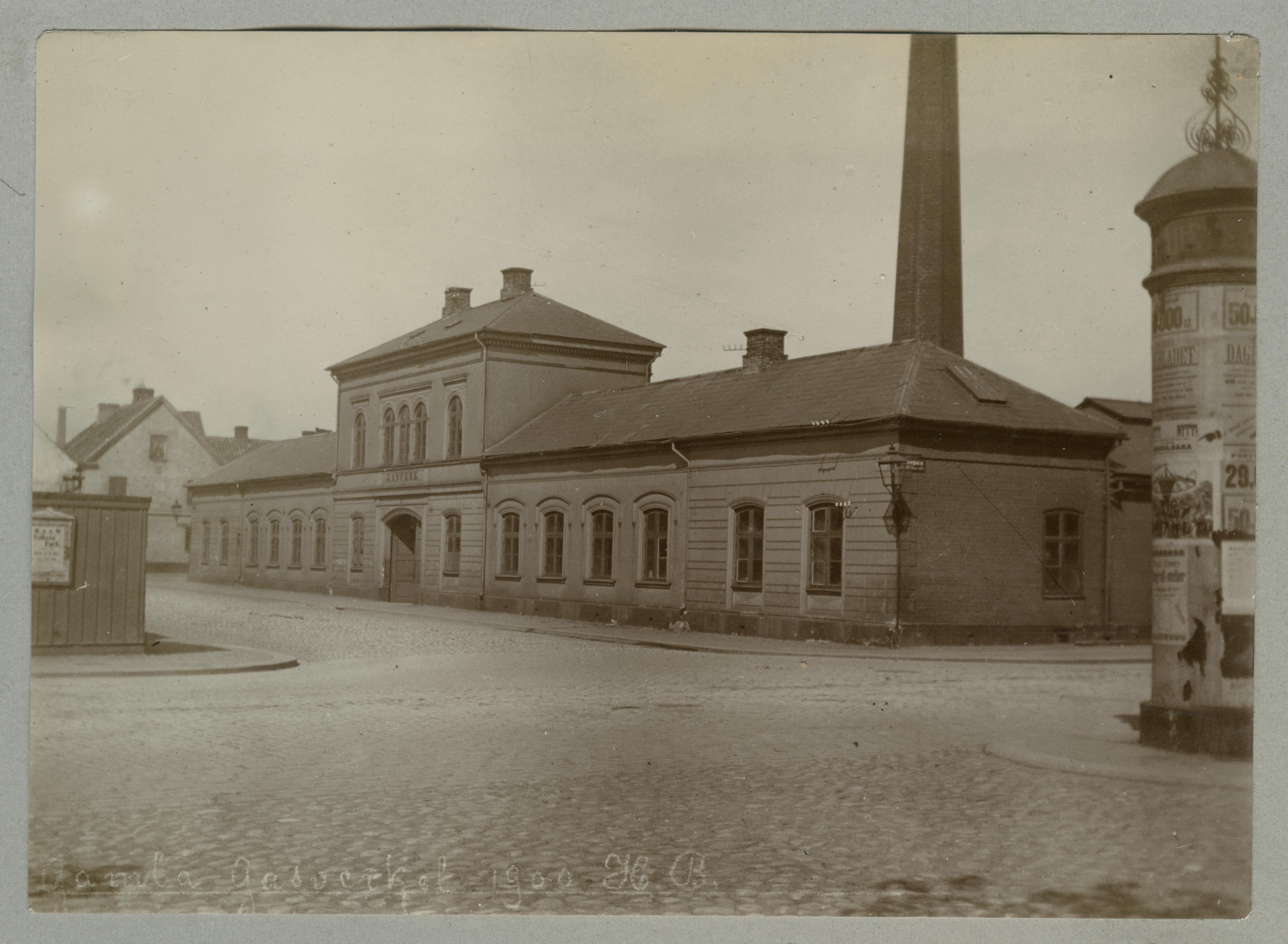
Malmös första gasverk, uppfört 1854 vid Stora Nygatan

1852 ansökte den engelske ingenjören Henry Alexander Milne om att få bygga ett gasverk i Malmö och att överta stadens gatubelysning. Det fanns då bara ett mindre antal lyktor som lyste upp centrala Malmö. Det rörde sig om femtio Argandlyktor, alltså oljelampor. Dessa ansågs dels vara alltför få, dels vara otillförlitliga. Det var vanligt att de släcktes av vinden och att oljan stänkte ut på gatan. Stadens magistrat godkände Milnes ansökan och ett privat bolag bildades, ”Gaslysningsaktiebolaget”, som fick koncession för byggandet och driften av gasverket. 1 juli 1854 tändes de första gaslyktorna på Malmös gator. Samme H.A. Milne skulle senare även bli ansvarig för gasverken i Landskrona, Gävle och Helsingborg.
En annan drivande kraft i Malmö hade varit industrimannen Frans Henrik Kockum. Han blev Gaslysningsaktiebolagets förste ordförande. Mycket material till gasverket kom från hans företag och verket kom att uppföras på en tomt som han blivit ägare till 1846. Tomten begränsas idag av Gasverksgatan, Stora Nygatan och Norregatan.
Gasverket blev en mycket god affär för ägarna. Man hade ett trettioårigt avtal med staden och sålde också gas till privata husägare. Aktiekapitalet för bolaget var ca 190 000 kr (två herrar Fox och Henderson hade tillsammans aktier för 72 000 kr). Bolaget hade i genomsnitt delat ut 21 % varje år till aktieägarna. När koncessionen upphörde 1884 beslöt Malmö stad att köpa verket. Värdet per aktie hade då stigit från 150 kr till 530 kr. Driften förblev utarrenderad (nu till direktör Anders Löfkvist) fram till 1894 men då övertog staden också driften.
Under åren 1854–1894 tillkom alltfler gatlyktor. Hösten 1894 fanns det 719 gaslyktor på stadens gator och torg. De flesta hade brännare som gav ganska dåligt ljusutbyte (”snittbrännare”), endast ca 100 hade de betydligt effektivare Auer-brännarna. Gaslågan omgavs i dessa av en ”glödstrumpa”, en trattformad hylsa av väv. Strumpan var impregnerad med salter av grundämnena torium och cerium (s.k. sällsynta jordartsmetaller), som vid upphettning avgav ett intensivt ljus. Under de kommande åren byttes snittbrännarna ut och nya lyktor sattes upp så att det vid utgången av år 1898 fanns 1 105 lyktor på gatorna, samtliga med Auer-brännare. Som mest fanns drygt 2 000 gatlyktor med gas. Ungefär hälften av dessa släcktes vid midnatt, resten lyste hela natten. En bit in på 1900-talet minskade antalet långsamt, men inte förrän 1974 togs den sista gatlyktan med gas ur funktion.

## 1898–1969

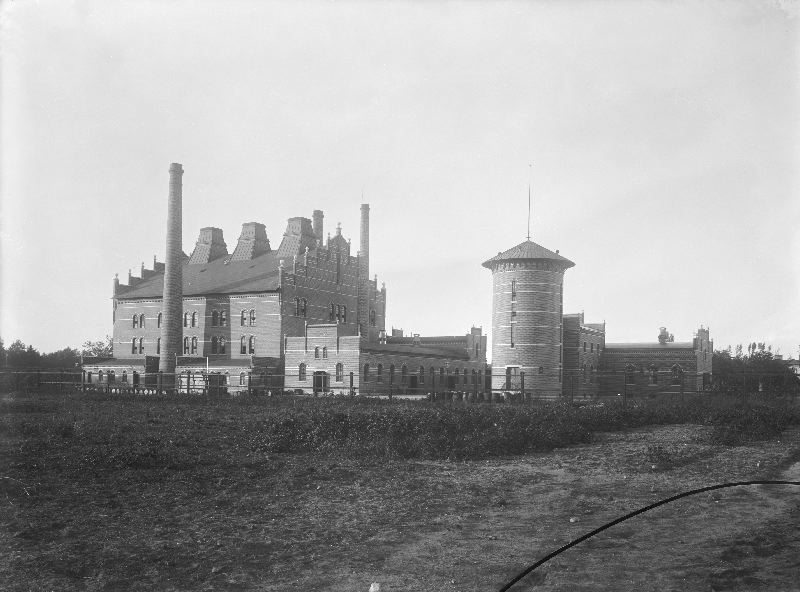
Malmös gasverk i Mellersta förstaden, uppfört 1898. Vy från sydost. Bilden tagen senast 1902

Gasverket vid Stora Nygatan var föråldrat och kunde inte möta den nya efterfrågan. Staden började därför 1894 att planera för en ny anläggning, placerad vid Industrigatans förlängning i Mellersta förstaden. Efter en tävling antogs ett förslag med byggnader ritade av Alfred Arwidius. Det nya gasverket togs i bruk 24 oktober 1898 och det gamla stängdes några dagar senare. Gasklockan vid det gamla verket fick dock vara kvar. På den gamla tomten uppfördes istället ett elverk. På platsen finns sedan 2009 Moderna museet Malmö.
Det nya verket var utrustat med åtta retortugnar, 3,6 meter långa ugnar av system Coze. Kol kom från ett upplag vid Nyhamnen. Först skedde transporten med järnväg via Östervärns station (Se kartan över gasnätet) men mellan 1919 och 1963 svarade Malmö stads spårvägar för transporten av kol från hamnen mestadels längs befintlig spårväg (via Frihamnsviadukten, Slussplan och Värnhemstorget) till gasverket. ”Koltåget” bestod av en motorvagn byggd på spårvägens egen verkstad och två släpvagnar byggda av Kockums mekaniska verkstad. Gasklockan rymde 12 000 m³, dessutom användes alltså fortfarande den gamla i Rörsjöstaden med en kapacitet av 6 000 m³.
De kommande åren utökades anläggningen på olika sätt för att möta stigande efterfrågan. Redan 1902 fanns ytterligare fyra ugnar på plats. Ett vattengasverk togs i drift 1904, av Humprey & Glasgows system. Det kom att användas främst vid belastningstoppar. Ännu en gasklocka uppfördes 1908, den rymde 20 000 m³. 1915 tillkom ett nytt ugnssystem med sex ugnar. Gasnätet växte och täckte på 1910-talet hela den bebyggda delen av staden.
På 1930-talet blev det åter dags att utöka produktionen och två nya ugnar togs i bruk. 1947 tillkom ytterligare en.

### Limhamns gasverk
I grannorten Limhamn byggdes 1904 också ett gasverk. 1906 hade gasverket 300 abonnenter och 11 anställda arbetare. Det övertogs 1912 av Malmö gasverk men avvecklades redan 1920. Limhamn var då sedan 1915 en del av Malmö stad. Limhamn försågs framdeles med gas från verket i Malmö men gasklockan och en regulatorstation behölls.

### Lykttändning
När gaslyktorna introducerades på Malmös gator 1854 anställdes lykttändare som tände och släckte lyktorna för hand enligt uppgjort schema. Hälften av lyktorna släcktes vid midnatt medan de andra fick brinna till gryningen. Runt sekelskiftet 1900 var antalet gaslyktor i Malmö som störst (2 057) och antalet lykttändare flest (35). 1910 övergick man till fjärrtändning. Varje lykta försågs med en anordning som vid höjning av trycket i gasnätet öppnade eller stängde brännkranen. Vid tiden för tändning höjde man från gasverket trycket i nätet under några minuter för att åstadkomma en tryckstöt. Antalet lyktskötare kunde därmed minskas till mindre än hälften. Deras uppgifter blev nu att kontrollera att tändningen och släckningen fungerade, putsning av lyktorna samt utbyte av glödstrumpor mm.

## Ledningsnät och planer över anläggningarna

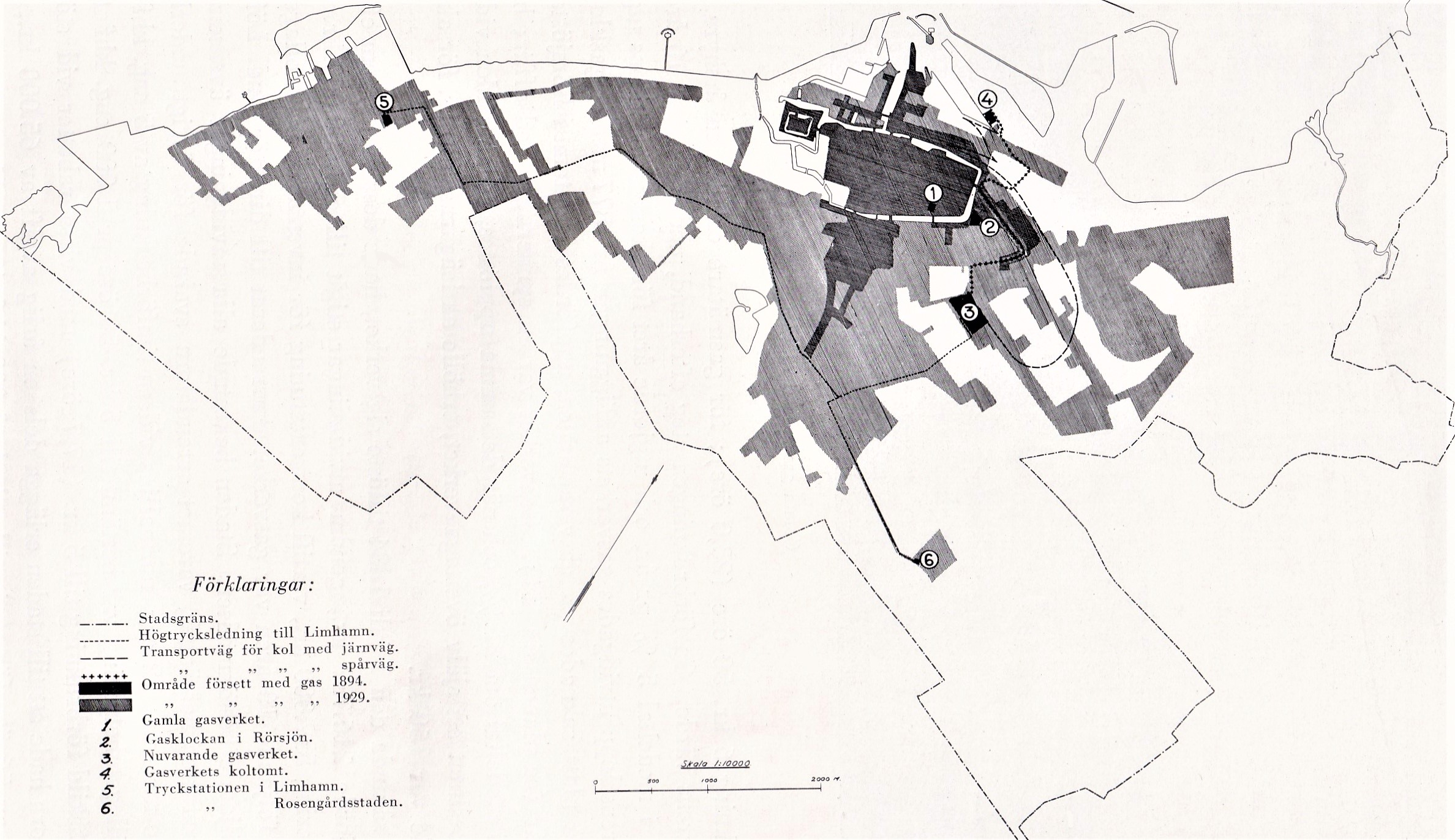
Gasnätets utbyggnad i Malmö 1914 och 1929 samt viktigare anläggningar.
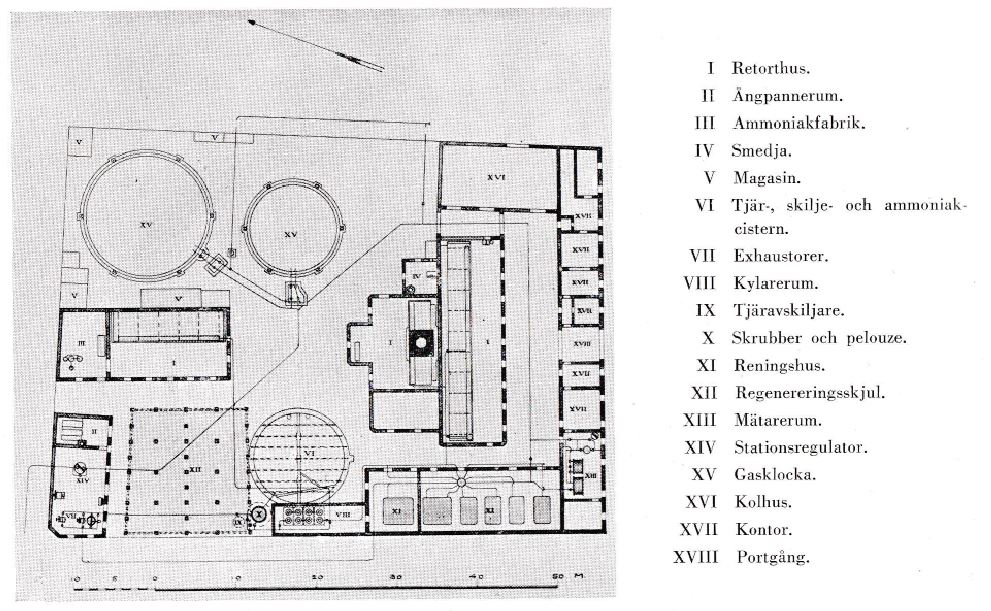
Plan över gasverket vid Stora Nygatan
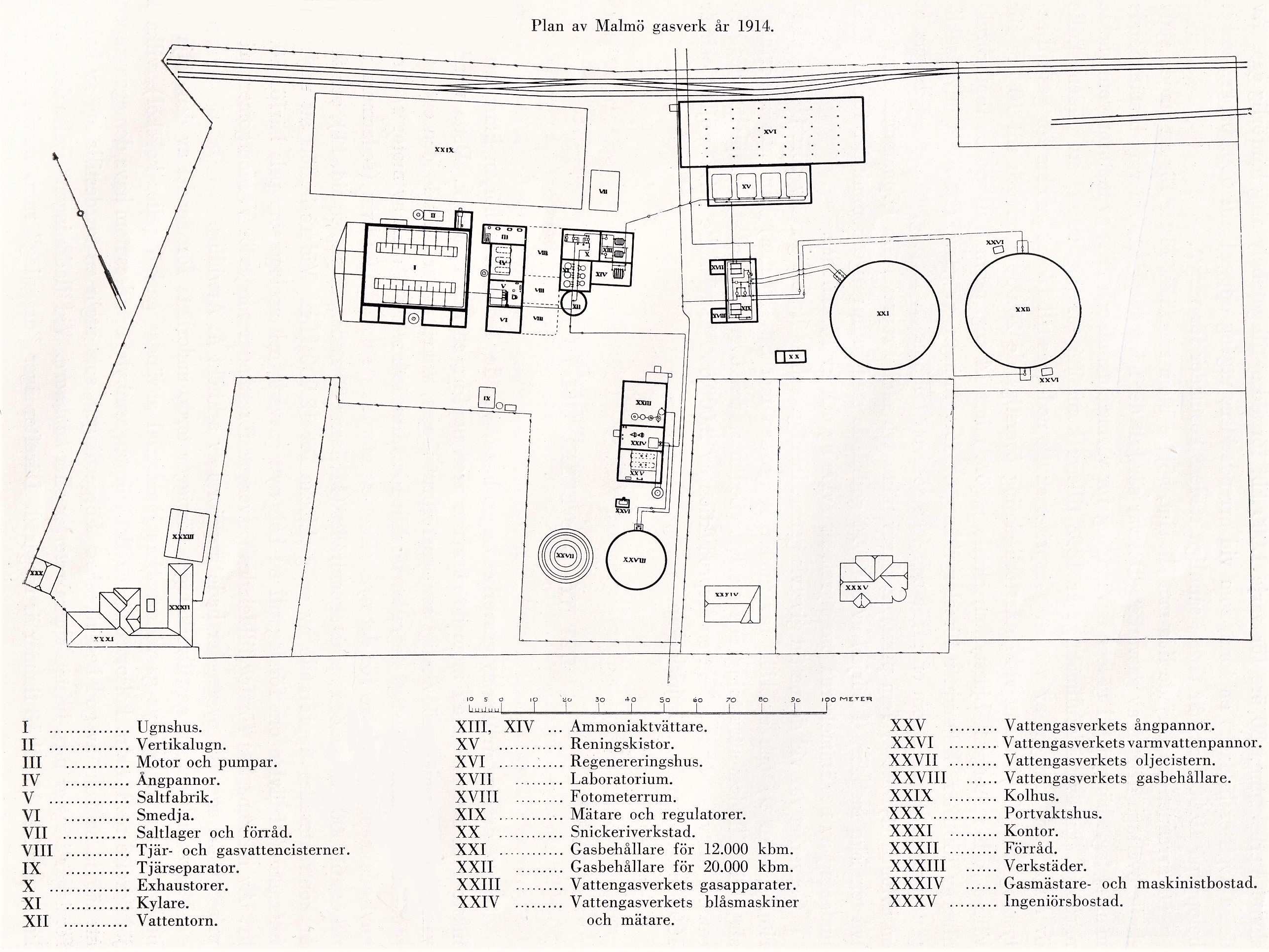
Plan över gasverket i Mellersta förstaden, 1914
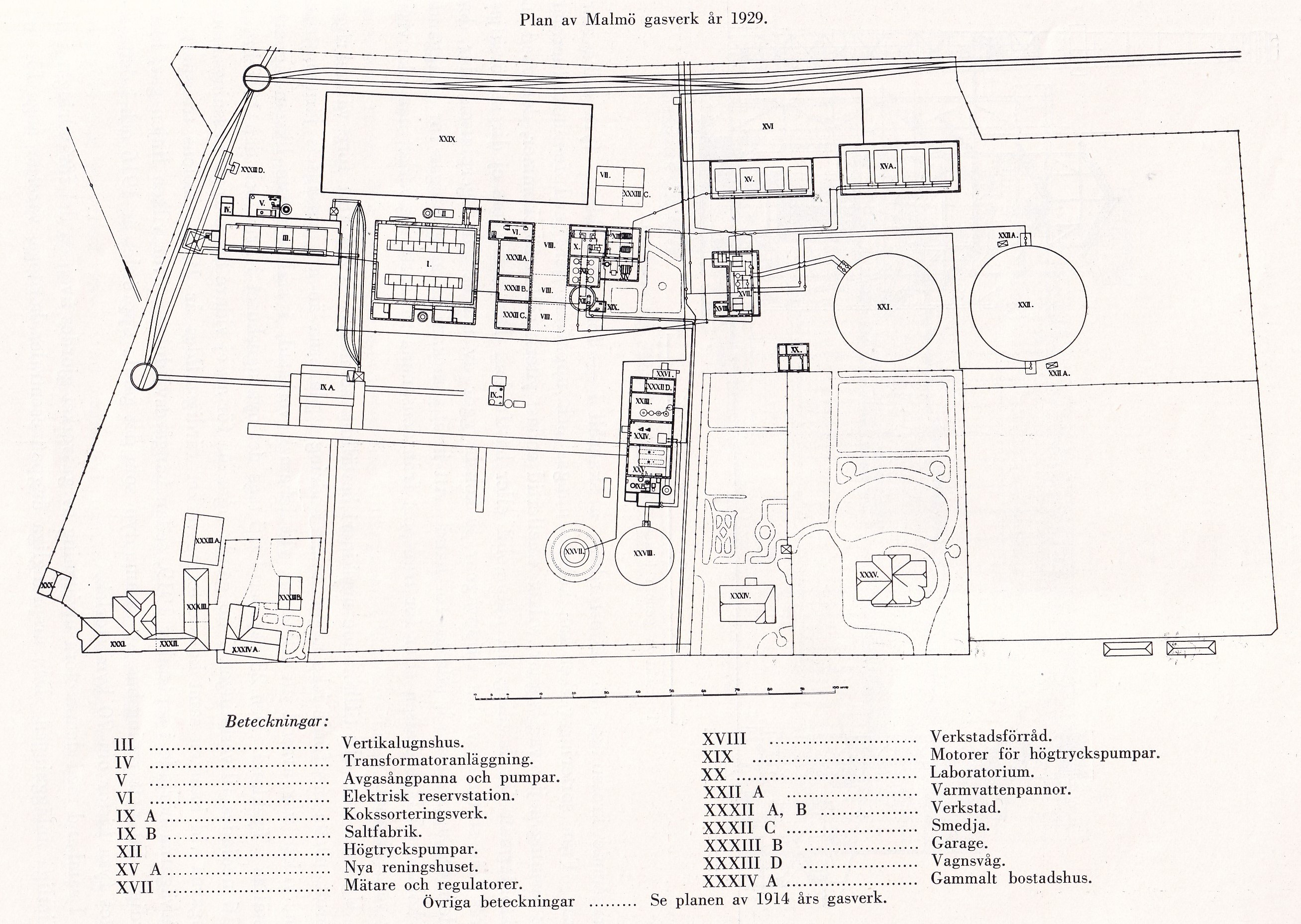
Plan över gasverket i Mellersta förstaden, 1929

## 1969–
På 1960-talet var efterfrågan av gas fortsatt hög, däremot minskade behovet av koks på grund av att allt fler gick över till oljeeldning eller fjärrvärme. Man beslöt därför att kolgasverket skulle läggas ner och ersättas av ett spaltgasverk, som i stället för kol som råvara använde lättbensin. Spaltgasverket byggdes på tomten vid Industrigatan och togs i bruk 1969. Kolgasverket revs. Det nya verket var betydligt mindre arbetskrävande och driftspersonalen kunde minska från ca 110 till ca 15 man. 
Malmö hade sedan 1963 försett Lund med stadsgas men vid årsskiftet 1974/75 beslöt Lund att avveckla sin distribution av stadsgas. Även i Malmö minskade efterfrågan.
Med start 1985 importerade Sverige naturgas från Danmark via en pipeline. I takt med att gasnätet byggdes ut längs västkusten lades återstående spaltgasverk i Malmö, Helsingborg och Göteborg ner medan naturgas pumpades in på gasnäten. Naturgasen späddes ut med luft för att anpassa gasen till kundernas befintliga brännare i spisar och liknande, men Malmö och andra städer beslöt också att helt avveckla stadsgasen.

### Huvudkällor
- Isberg, Peter (1914). ”Gas- och elektricitetsverken”. Malmö : en skildring i ord och bild av stadens utveckling och nuvarande tillstånd. "Del 2". sid.103-154. Libris länk.
- Kaijser, Arne (1986). Stadens ljus : etableringen av de första svenska gasverken. Malmö: Liber. Libris länk. ISBN 91-40-05159-5.
- Molin, H.M., red (1929). Malmö gasverk 1854-1929. Styrelsen för Malmö stads gas- och elektricitetsverk. Libris länk.
- Malmö industriverk : jubileum 1976. Malmö: Industriverket. 1976. Libris länk.